# Томас, Доналд Алан
До́налд А́лан «Дон» То́мас (англ. Donald Alan 'Don' Thomas; род. 1955) — астронавт НАСА. Совершил четыре космических полёта на шаттлах: STS-65 (1994, «Колумбия»), STS-70 (1995, «Дискавери»), STS-83 (1997, «Колумбия») и STS-94 (1997, «Колумбия»), инженер.

## Личные данные и образование

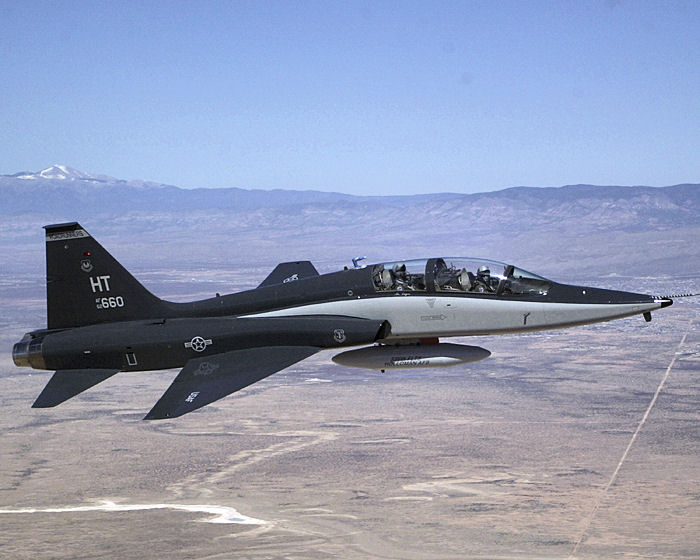
Самолёт T-38 Talon в полёте.

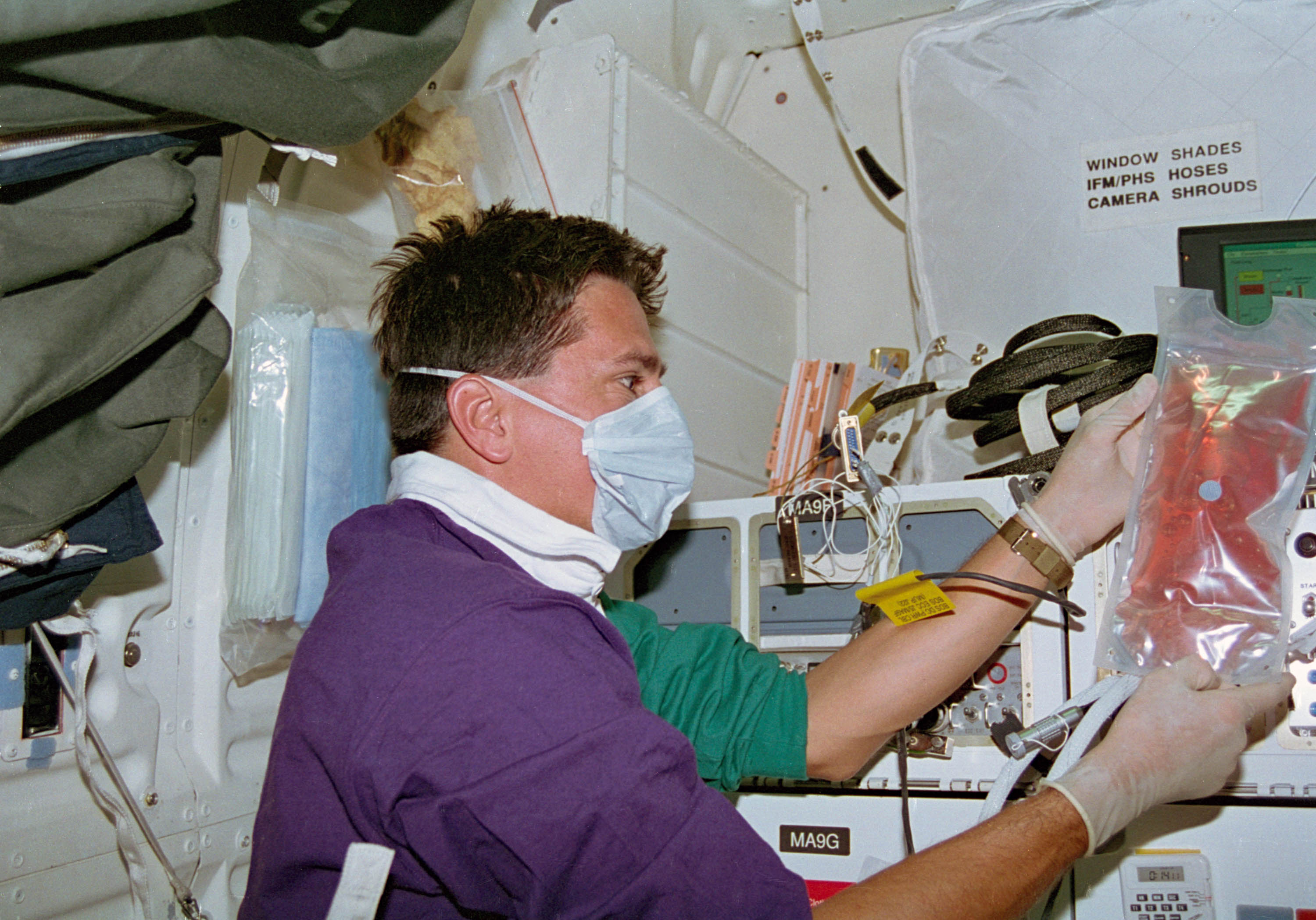
STS-70: Томас, работа с образцами.

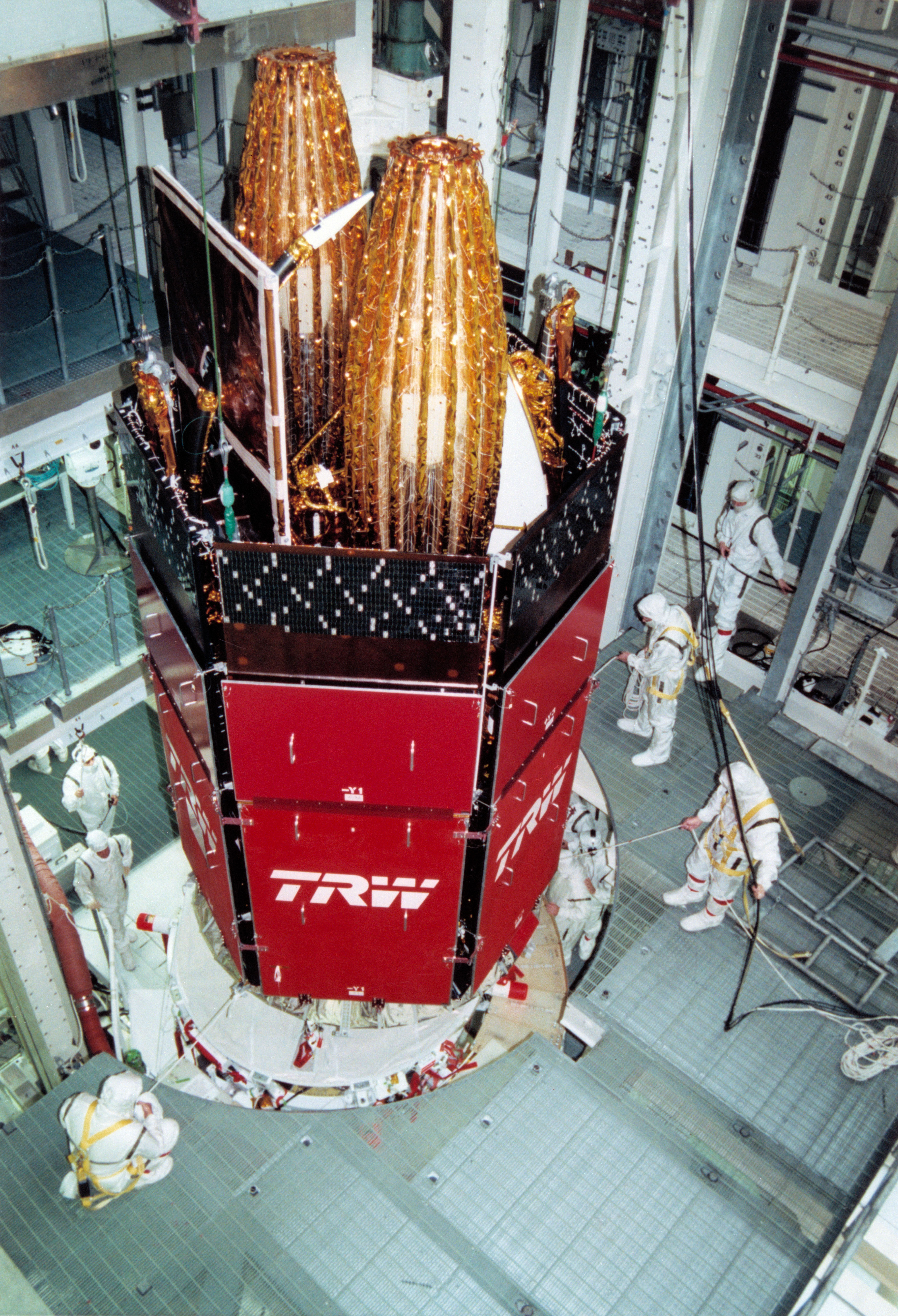
STS-70: спутник TDRS-G в сборочном цехе.

Доналд Томас родился 6 мая 1955 года в городе Кливленд, штат Огайо, где в 1973 году окончил среднюю школу. В 1977 году получил степень бакалавра в области физики в Университете Кейс Вестерн резерв, это частный Университет в городе Кливленд, штат Огайо. В Корнеллском университете, город Итака, штат Нью-Йорк, в 1980 году получил степень магистра наук и в 1982 году степень доктора наук в области материаловедения. Его диссертация исследует влияния кристаллических дефектов и чистоты образца на свойства сверхпроводимости ниобия.
Женат на Симоне Лехман, она из города Гаппинген, Германия. У них есть сын. Он любит плавание, езду на велосипеде, отдых на природе, полёты. Радиолюбитель с позывным KC5FVF. Его мать, Ирена М. Томас, проживает в городе Блумингтон, штат Индиана. Её родители, Маргрит и Герхард Лехманны, проживают в Гаппингене, Германия..

## До НАСА
После окончания Корнеллского университета в 1982 году, Томас поступил в «AT & T Bell Laboratories» в Принстоне, Нью-Джерси, работал в числе старшего технического персонала. В его обязанности входила разработка перспективных материалов и процессов для полупроводниковых приборов. Он был адъюнкт-профессором на физическом факультете в Колледже Трентона в Нью-Джерси. В 1987 году он уволился из «AT & T» и поступил на работу в компанию Локхид, в Хьюстоне, штат Техас. Он исследует материалы, используемые в полезной нагрузке космического корабля. В 1988 году он пришёл в Космический Центр имени Джонсона, в Хьюстоне, штат Техас, где так же занимается различными материалами. Он был главным идеологом эксперимента по исследованию влияния микрогравитации на рост кристаллов, который был проведен на STS-32 в январе 1990 года. Как частный пилот он имеет более 250 часов налёта на одномоторных самолётах и планёрах, и более 600 часов налёта в качестве второго пилота на реактивном самолёте в НАСА, на самолёте T-38 Talon..

## Подготовка к космическим полётам
Принимал участие в 12-м наборе. В январе 1990 года был зачислен в отряд НАСА в составе тринадцатого набора, кандидатом в астронавты. Стал проходить обучение по курсу Общекосмической подготовки (ОКП). По окончании курса, в июле 1991 года получил квалификацию «пилот шаттла» и назначение в Офис астронавтов НАСА.

## Полёты в космос
- Первый полёт — STS-65[4], шаттл «Колумбия». C 8 по 23 июля 1994 года в качестве «специалиста полёта». Цель полёта — проведения различных медико-биологических и материаловедческих экспериментов. Эксперименты проводились в Международной микрогравитационной лаборатории IML-2, которая располагалась в лабораторном модуле «Спейслэб» в грузовом отсеке шаттла Колумбия. В Международной микрогравитационной лаборатории IML-2 были установлены приборы шести космических агентств: США, Японии, Европы, Франции, Канады, Германии. Продолжительность полёта составила 14 дней 17 часов 56 минут.[5].
- Второй полёт — STS-70[6], шаттл «Дискавери». C 13 по 22 июля 1995 года в качестве «специалиста полёта». Экипаж выполнил различные эксперименты и вывел на орбиту шестой и последний спутник НАСА для слежения и ретрансляции данных. Продолжительность полёта составила 8 суток 22 часа 21 минуту[7].
- Третий полёт — STS-83[8], шаттл «Колумбия». C 4 по 8 апреля 1997 года в качестве «специалиста полёта». Программа полёта, рассчитанная на 16 суток, предусматривала проведение серии микрогравитационных экспериментов в космической Лаборатории микрогравитационных наук MSL-1, однако из-за технической неисправности было принято решение о его досрочном прекращении[9]. Астронавты благополучно приземлились на посадочной полосе КЦ Кеннеди. Полёт был досрочно прекращен из-за отказа одного из трёх топливных элементов шаттла, и полётная программа не была выполнена. Сразу после этого НАСА приняло решение провести повторный полёт шаттла Колумбия с тем же экипажем. Продолжительность полёта составила 3 суток 23 часов 14 минут[10].
- Четвёртый полёт — STS-94[11], шаттл «Колумбия». C 1 по 17 июля 1997 года в качестве «специалиста полёта». В программу полёта входило проведение серии микрогравитационных экспериментов в космической лаборатории MSL-1 размещённой одном из модулей Спейслэб. Это первый в истории шаттлов повторный полёт с тем же экипажем и той же полезной нагрузкой, так как полёт STS-83 был прерван из-за технической неисправности[12]. Продолжительность полёта составила 15 суток 16 часов 46 минут[13].

Общая продолжительность полётов в космос — 43 дня 8 часов 13 минут.

## После полётов
Он владеет двумя патентами и является автором нескольких научных работ. В июле 2007 года уволился из НАСА.

## Награды и премии
Награждён: Медаль «За космический полёт» (1994, 1995, 1997, 1997), Медаль «За исключительные заслуги» (дважды), Медаль «За выдающуюся службу» (НАСА) и многие другие.